# Svratka (přírodní památka)
Svratka je přírodní památka poblíž obce Ujčov v okrese Žďár nad Sázavou v nadmořské výšce 320–330 metrů. Oblast spravuje Krajský úřad Kraje Vysočina. Důvodem ochrany je malá část břehového porostu s hojným výskytem pérovníku pštrosího (Matteuccia struthiopteris).

## Fotogalerie

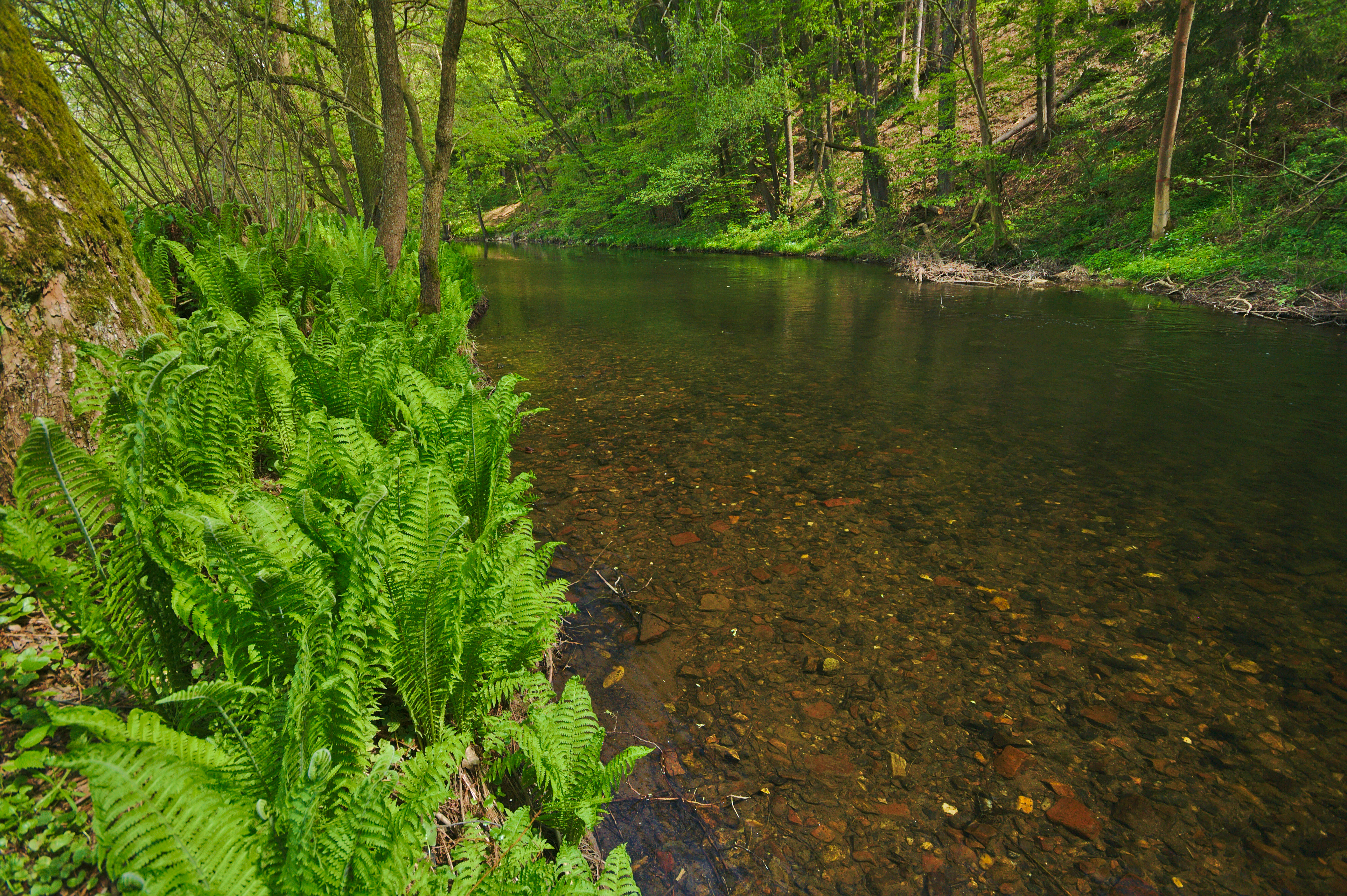
Porost pérovníku pštrosího na břehu řeky Svratky
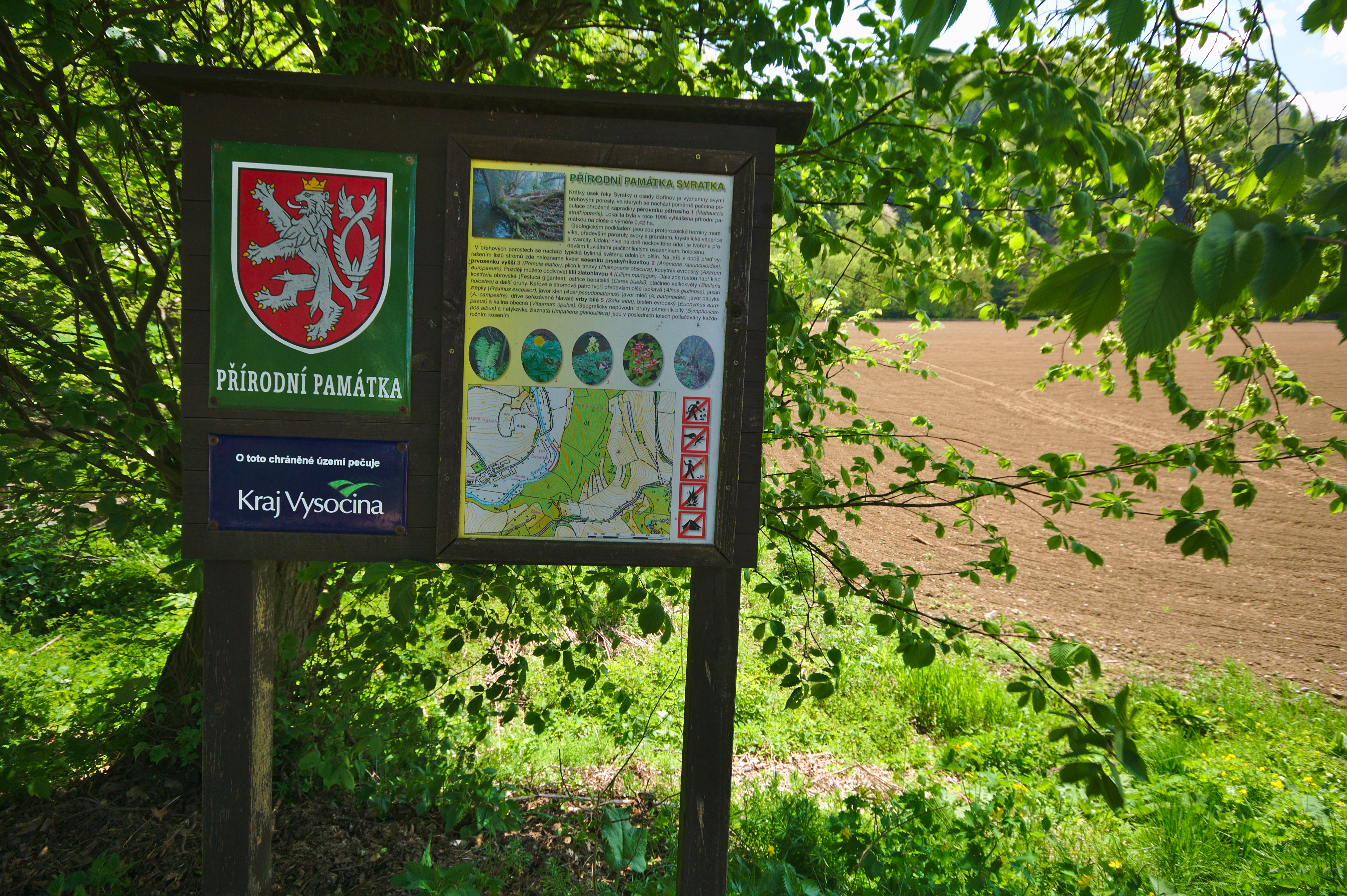
Infotabule u silnice
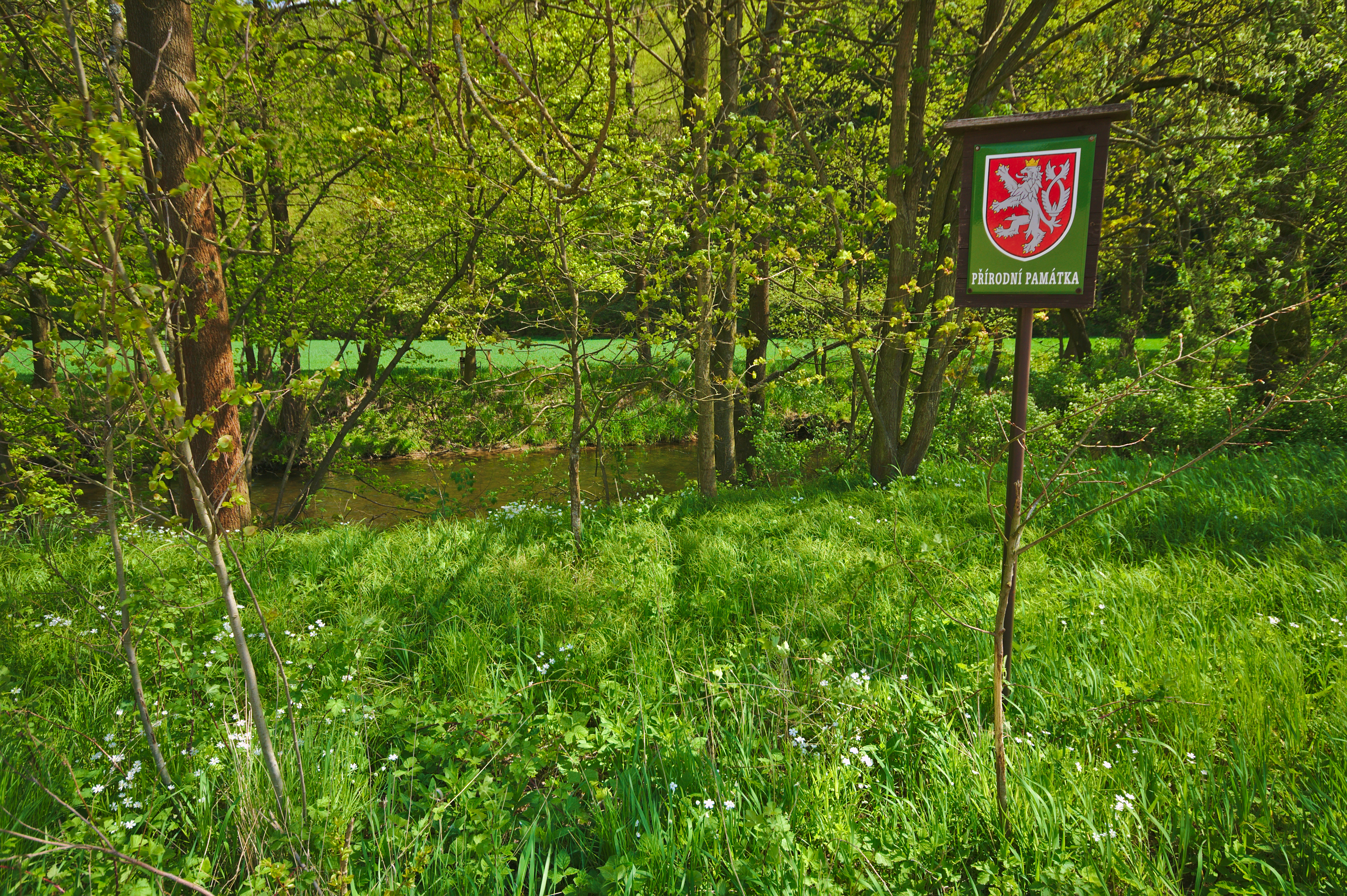
Začátek PP
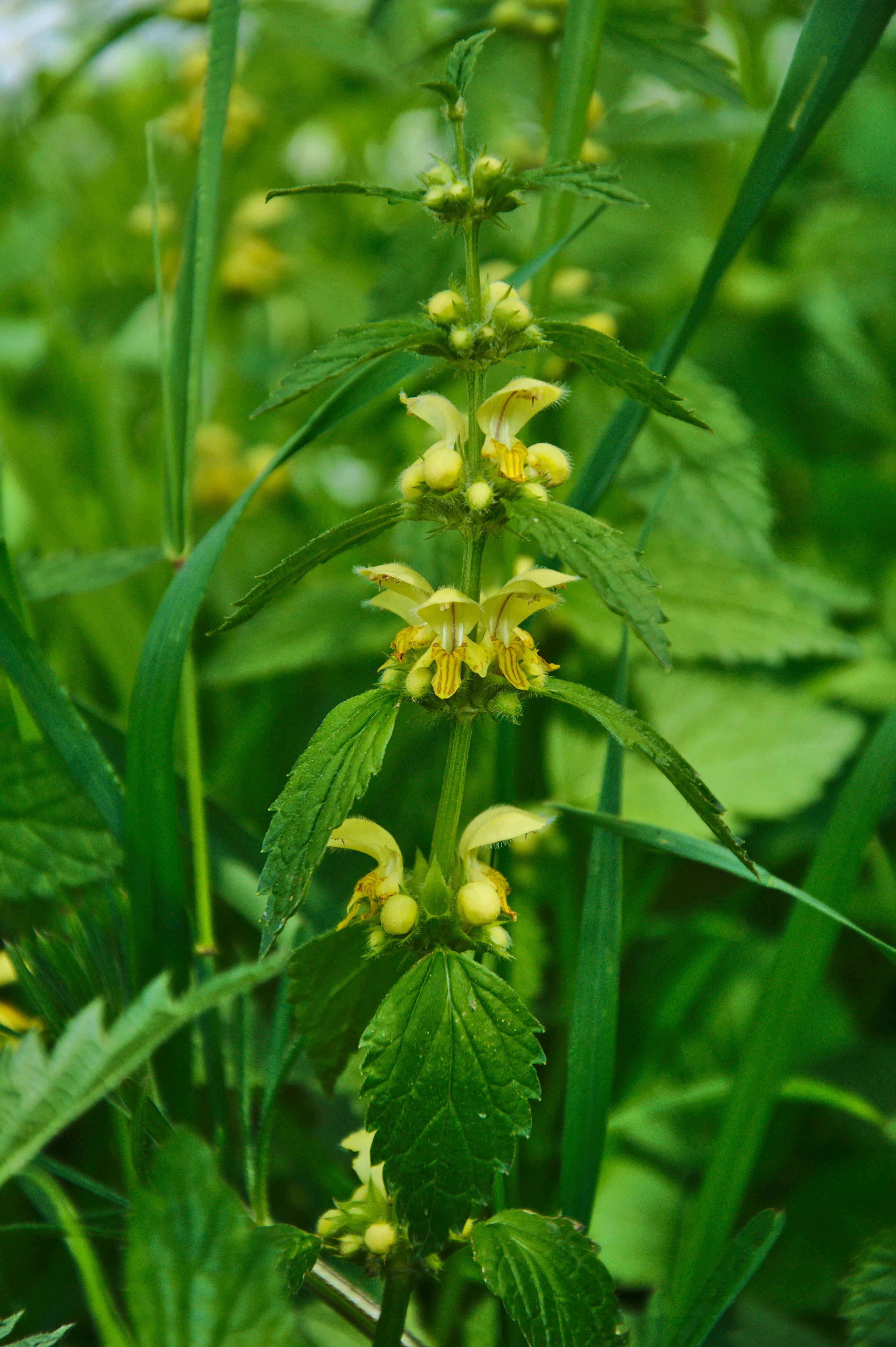
Kvetoucí hluchavka žlutá
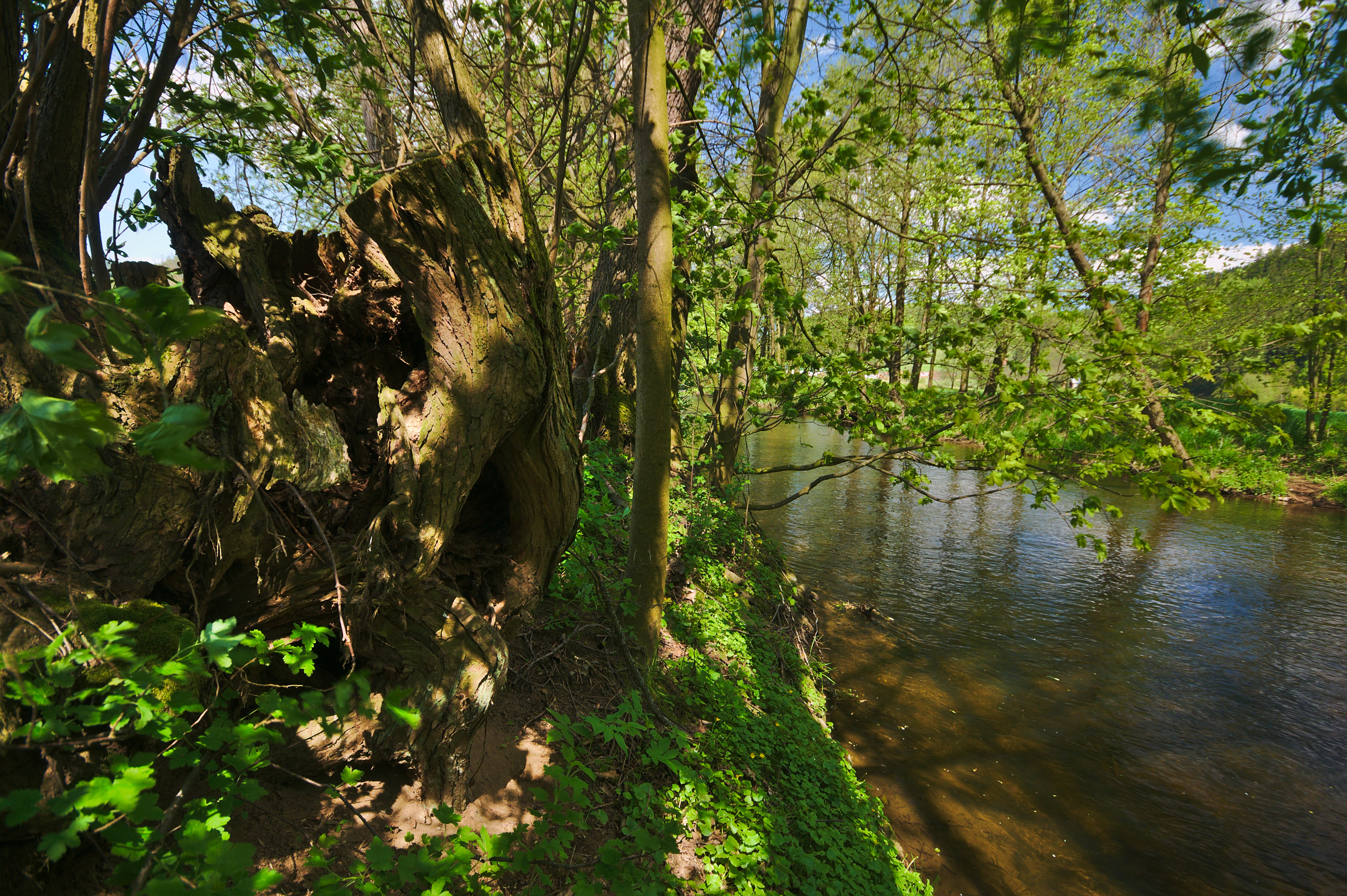
Řeka Svratka
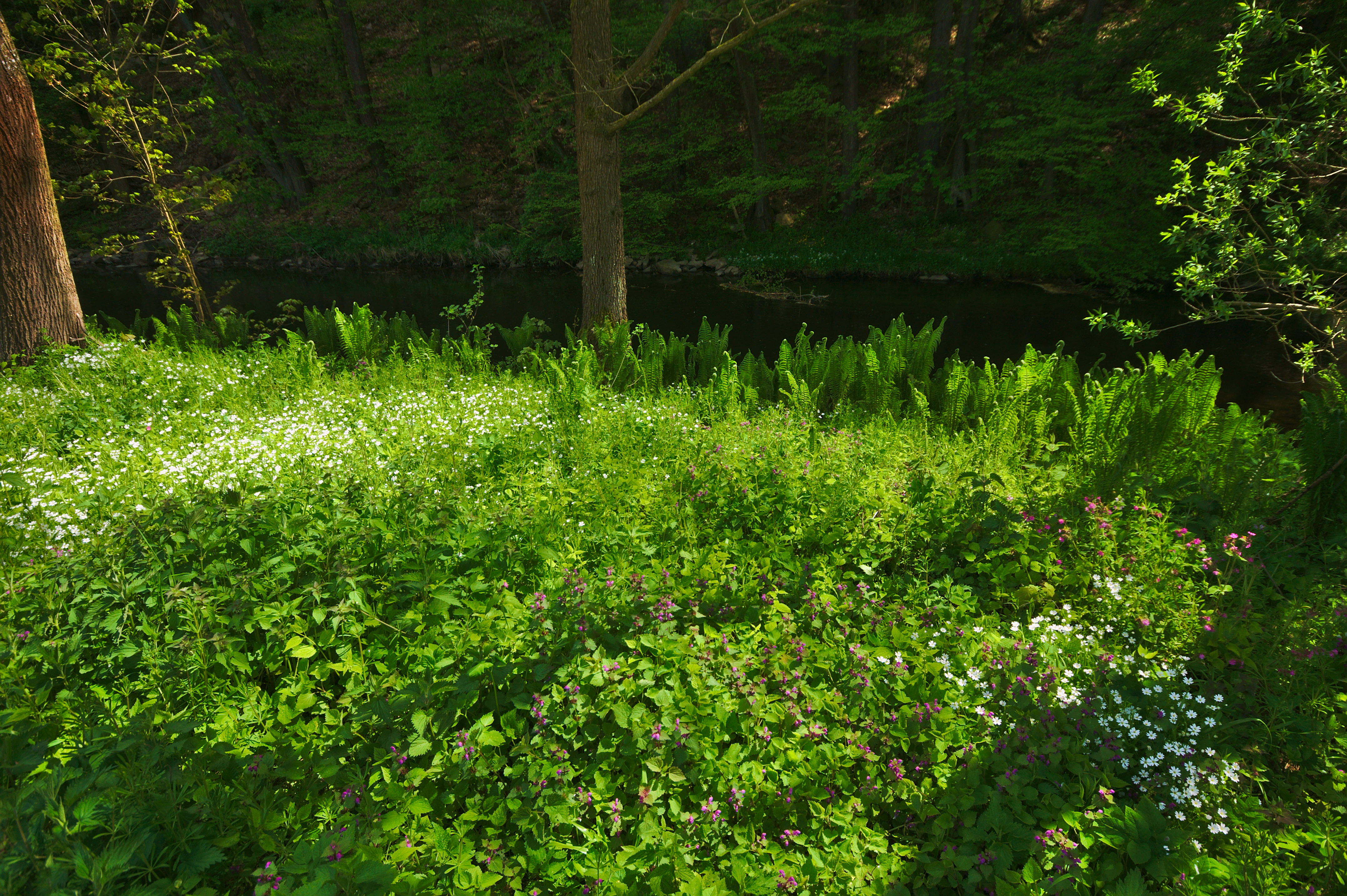
Kvetoucí bylinné patro
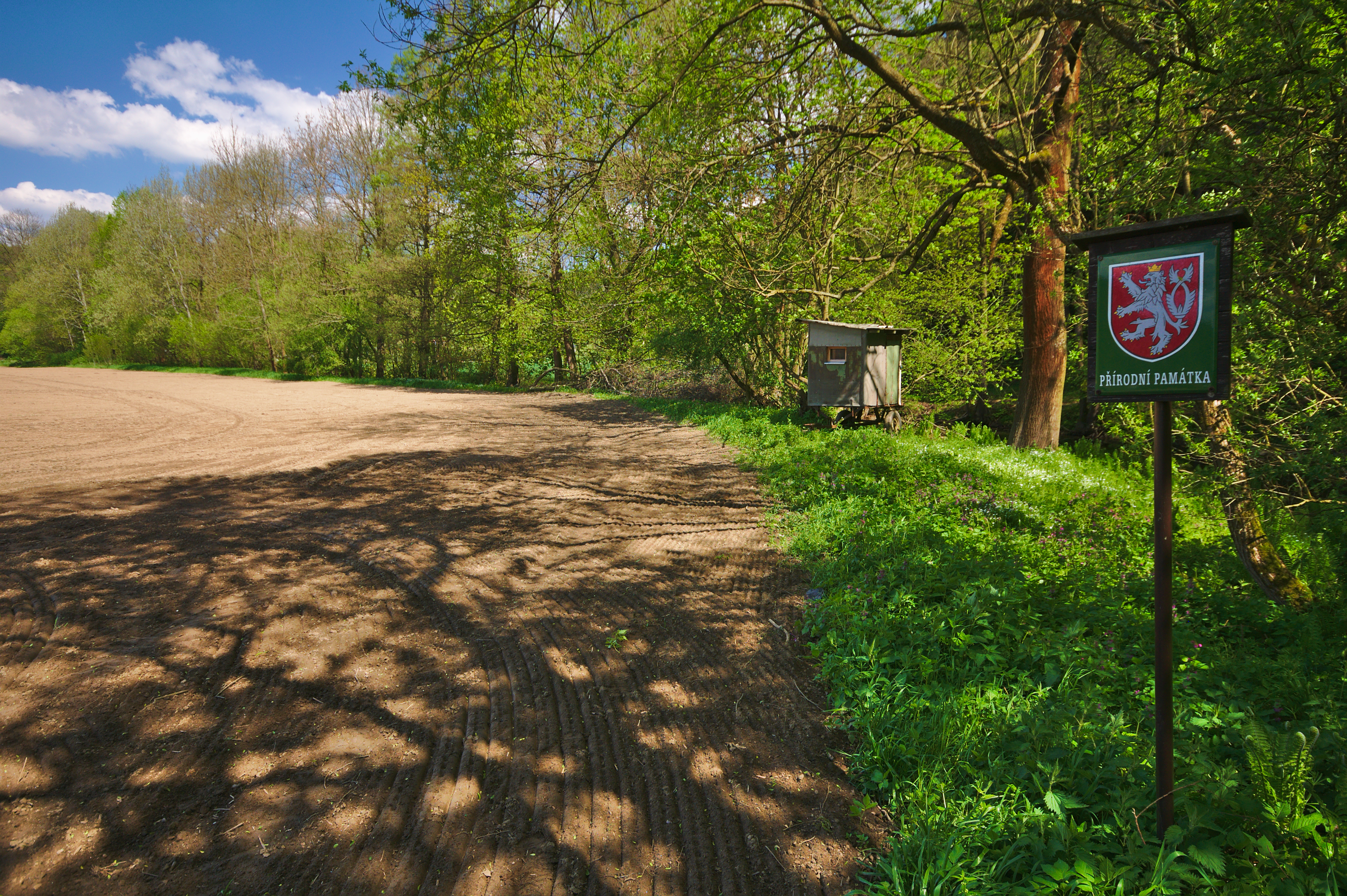
Konec PP a navazující pole